# Ixodes guatemalensis
Ixodes guatemalensis este o specie de căpușe din genul Ixodes, familia Ixodidae, descrisă de Glen M. Kohls în anul 1956.
Este endemică în Guatemala. Conform Catalogue of Life specia Ixodes guatemalensis nu are subspecii cunoscute.